# Liste der Kulturdenkmale in Braunsbedra
In der Liste der Kulturdenkmale in Braunsbedra sind alle  Kulturdenkmale der Gemeinde Braunsbedra und ihrer Ortsteile aufgelistet. Grundlage ist das Denkmalverzeichnis des Landes Sachsen-Anhalt, das auf Basis des Denkmalschutzgesetzes des Landes Sachsen-Anhalt vom 21. Oktober 1991 durch das Landesamt für Denkmalpflege und Archäologie Sachsen-Anhalt erstellt und seither laufend ergänzt wurde (Stand: 31. Dezember 2024).
Diese Liste ist eine Teilliste der Liste der Kulturdenkmale im Saalekreis.

## Kulturdenkmale nach Ortsteilen

### Braunsbedra
| Lage                                                  | Bezeichnung     | Beschreibung                                                                                               | Erfassungs- nummer | Ausweisungsart | Bild           |
| ----------------------------------------------------- | --------------- | --- | ------------------ | -------------- | -------------- |
| Grubenweg 4, 06242 Braunsbedra (Karte)                | Maschinenfabrik | Zentrum für Zukunftstechnologie, Kunst und Design Zentralwerkstatt Pfännerhall / Besucherzentrum Geiseltal | 094 20843          | Baudenkmal     | Weitere Bilder |
| Freyburger Straße vor Nr. 5, Ecke Kantorgasse (Karte) | Kriegerdenkmal  | | 094 20448          | Baudenkmal     | Kriegerdenkmal |
| Freyburger Straße 6 (Karte)                           | Rittergut       | Schloss Bedra                                                                                              | 094 20441          | Baudenkmal     | Weitere Bilder |
| Freyburger Straße 8 (Karte)                           | Toranlage       | | 094 20447          | Baudenkmal     | Toranlage      |
| Freyburger Straße 9 (Karte)                           | Einfriedung     | | 094 20446          | Baudenkmal     | Einfriedung    |
| Freyburger Straße 28 (Karte)                          | Mühle           | Schloßmühle                                                                                                | 094 20444          | Baudenkmal     | Weitere Bilder |
| Pfarrstraße (Karte)                                   | Kirche          | Gnadenkirche                                                                                               | 094 20442          | Baudenkmal     | Weitere Bilder |
| Pfarrstraße 7 (Karte)                                 | Pfarrhof        | | 094 20443          | Baudenkmal     | Pfarrhof       |
| Pfarrstraße 10 (Karte)                                | Bauernhof       | | 094 20445          | Baudenkmal     | BW             |

### Braunsdorf
| Lage                                                      | Bezeichnung  | Beschreibung                                               | Erfassungs- nummer | Ausweisungsart | Bild           |
| --------------------------------------------------------- | ------------ | ---------------------------------------------------------- | ------------------ | -------------- | -------------- |
| Brauhausstraße 1 (Karte)                                  | Gasthof      | Zur Deutschen Eiche (nicht mehr existent, anderes Gebäude) | 094 20455          | Baudenkmal     | BW             |
| Hauptstraße 1, 8 bis 19, 31 bis 40 (Karte)                | Ortskern     |                                                            | 094 20454          | Denkmalbereich | Ortskern       |
| Hauptstraße 38 (Karte)                                    | Kirche       | Erlöserkirche                                              | 094 20452          | Baudenkmal     | Weitere Bilder |
| Hauptstraße 35 (Karte)                                    | Pfarrhaus    |                                                            | 094 20453          | Baudenkmal     | Pfarrhaus      |
| Merseburger Straße Auf der Ostseite des Friedhofs (Karte) | Gedenkstätte |                                                            | 094 20740          | Baudenkmal     | Gedenkstätte   |

### Frankleben
| Lage                                                                                               | Bezeichnung          | Beschreibung | Erfassungs- nummer | Ausweisungsart               | Bild |
| -------------------------------------------------------------------------------------------------- | -------------------- | --- | ------------------ | ---------------------------- | --- |
| Am westlichen Ortsrand in der Kleingartenanlage Frohe Zukunft Auf dem Grundstück Nummer 80 (Karte) | Säule                | An der Gartenlaube der Parzelle Nr. 80 zwei kannelierte Säulenschäfte mit reiche gestalteten Kompositkapellen, wohl ehemals zum sogen. Oberhof gehörend, vermutlich aus dem 18. Jh.                                                | 094 20713          | Baudenkmal                   | [[Vorlage:Bilderwunsch/code!/C:51.31321,11.91459!/D:Am westlichen Ortsrand in der Kleingartenanlage Frohe Zukunft Auf dem Grundstück Nummer 80,!/\|BW]] |
| Friedrichstraße 18 (Karte)                                                                         | Inschriftstein       | Alte Haustafel von 1655(?) in Wiederverwendung an einem Torbogen des 19. Jh. | 094 20722          | Baudenkmal                   | BW |
| Müchelner Straße (Karte)                                                                           | Kirche               | St. Martini, bemerkenswerter Kirchenneubau der Barockzeit, 1732–34 im Auftrag der Familie von Bose unter Einbeziehung des älteren Turmes nach dem Entwurf von Johann Michael Hoppenhaupt I errichtet                               | 094 20717          | Baudenkmal                   | Weitere Bilder |
| Müchelner Straße 1 (Karte)                                                                         | Mühle                | Stattliches Mühlengebäude mit mächtigem Krüppelwalmdach und originalen Fenstergewänden, 2. Hälfte des 17. Jh. | 094 20714          | Baudenkmal                   | Mühle |
| Müchelner Straße 30 (Karte)                                                                        | Schule               | Als Küsterhaus und Schule um 1850 errichtet; schlichter Funktionsbau | 094 20715          | Baudenkmal                   | Schule |
| Müchelner Straße 31 (Karte)                                                                        | Pfarrhof             | Stattliche Hofanlage, das Wohnhaus wohl an historischem Ort nach dem Dreißigjährigen Krieg in der für die Region typischen Form erbaut, Krüppelwalmdach und Bruchsteineinfriedung                                                  | 094 20716          | Baudenkmal                   | Weitere Bilder |
| Topfmarkt (Karte)                                                                                  | Kriegerdenkmal       | Klassizistisch geprägtes Denkmal in Form eines Obelisken in Erinnerung an die preußischen Kriege der 2. Hälfte des 19. Jh. errichtet                                                                                               | 094 20719          | Baudenkmal                   | Weitere Bilder |
| Topfmarkt 15 (Karte)                                                                               | Schmiede             | Hervorgegangen aus einer Hufschmiede von 1714, Hauszeichen mit Insignien und Initialen | 094 20718          | Baudenkmal                   | Schmiede |
| Unterhof 1 (Karte)                                                                                 | Rittergut Frankleben | Rittergut Schloss Unterhof Frankleben | 094 20720          | Baudenkmal                   | Weitere Bilder |
| Unterhof 1                                                                                         | Park                 | Park | 094 20720 001      | Teilobjekt eines Baudenkmals | |
| Weißenfelser Straße Nahe der östlichen Einfassungsmauer des Friedhofes (Karte)                     | Grabmal              | Grabstätte auf dem Friedhof in Form eines Steines mit der Inschrift Unseren sowjetischen Freunden zum Gedenken 1953 für sowjetische Kriegsgefangene und polnische Zwangsarbeiter, die während des Zweiten Weltkrieges hier umkamen | 094 20721          | Baudenkmal                   | Grabmal |

### Großkayna
| Lage                                                | Bezeichnung | Beschreibung | Erfassungs- nummer | Ausweisungsart | Bild           |
| --------------------------------------------------- | ----------- | --- | ------------------ | -------------- | -------------- |
| Grüne Straße 1 (Karte)                              | Kirche      | Kirche Heilige Drei Könige, 1935 nach Plänen von Johannes Reuter erbaut, schlichter Saalbau mit eingezogenem Turm im romanisierenden Monumentalstil der 1930er Jahre                | 094 20746          | Baudenkmal     | Weitere Bilder |
| Karl-Marx-Straße (Karte)                            | Schule      | weitgehend zeittypischer Funktionsbau von 1924-1927 auf T-förmigem Grundriss, bemerkenswert die Gestaltung des Renaissanceformen aufgreifenden, expressiv umgedeuteten Hauptportals | 094 20747          | Baudenkmal     | Schule         |
| Seestraße nordöstlich des Ortskerns gelegen (Karte) | Fabrik      | Verwaltungsgebäude der Brikettfabrik Großkayna bzw. der Braunkohlegruben „Michel“ und „Vesta“, wohl 1913 nach Entwurf des Architekten Paul Schultze-Naumburg                        | 094 20749          | Baudenkmal     | Fabrik         |

### Krumpa (Geiseltal)
| Lage                                                | Bezeichnung | Beschreibung                                                                            | Erfassungs- nummer | Ausweisungsart | Bild           |
| --------------------------------------------------- | ----------- | --------------------------------------------------------------------------------------- | ------------------ | -------------- | -------------- |
| Hauptstraße 1 (Karte)                               | Fabrik      | Addinolwerk                                                                             | 094 84930          | Baudenkmal     | BW             |
| Hauptstraße 1 (Karte)                               | Kulturhaus  | Kulturhaus „Ernst Thälmann“ (erbaut 1952) und Berufsschule „Otto Gotsche“ (erbaut 1951) | 094 20381          | Baudenkmal     | Weitere Bilder |
| Kirchplatz (Karte)                                  | Kirche      |                                                                                         | 094 20377          | Baudenkmal     | Weitere Bilder |
| Parkstraße 1 (Karte)                                | Villa       |                                                                                         | 094 20379          | Baudenkmal     | BW             |
| Petschgasse 16 (Karte)                              | Pfarrhof    |                                                                                         | 094 20378          | Baudenkmal     | BW             |
| Schortauer Weg 6, 8, 10, 12, 14, 16, 18, 20 (Karte) | Siedlung    |                                                                                         | 094 20380          | Denkmalbereich | Siedlung       |

### Leiha
| Lage                               | Bezeichnung | Beschreibung           | Erfassungs- nummer | Ausweisungsart | Bild                                                                                      |
| ---------------------------------- | ----------- | ---------------------- | ------------------ | -------------- | ----------------------------------------------------------------------------------------- |
| Freyburger Straße (Karte)          | Gasthof     | Zur guten Quelle Leiha | 094 20529          | Baudenkmal     | BW                                                                                        |
| Freyburger Straße Friedhof (Karte) | Grabstein   |                        | 094 20528          | Baudenkmal     | [[Vorlage:Bilderwunsch/code!/C:51.262366,11.874694!/D:Freyburger Straße Friedhof,!/\|BW]] |
| Hauptstraße 27 (Karte)             | Kirche      |                        | 094 20530          | Baudenkmal     | Weitere Bilder                                                                            |
| Hauptstraße 33 (Karte)             | Toranlage   |                        | 094 20526          | Baudenkmal     | BW                                                                                        |
| Hauptstraße 56 (Karte)             | Toranlage   |                        | 094 20527          | Baudenkmal     | BW                                                                                        |

### Lunstädt
| Lage                          | Bezeichnung | Beschreibung | Erfassungs- nummer | Ausweisungsart | Bild           |
| ----------------------------- | ----------- | ------------ | ------------------ | -------------- | -------------- |
| Nahlendorfer Straße 1 (Karte) | Bauernhaus  | Bauernhaus   | 094 20531          | Baudenkmal     | BW             |
| Weißenfelser Straße (Karte)   | Kirche      |              | 094 20533          | Baudenkmal     | Weitere Bilder |

### Neumark
| Lage                                                         | Bezeichnung  | Beschreibung | Erfassungs- nummer | Ausweisungsart | Bild |
| ------------------------------------------------------------ | ------------ | ------------ | ------------------ | -------------- | --- |
| An der Leiha Auf dem Friedhof an der östlichen Mauer (Karte) | Gedenkstätte |              | 094 20741          | Baudenkmal     | [[Vorlage:Bilderwunsch/code!/C:51.292456,11.88205!/D:An der Leiha Auf dem Friedhof an der östlichen Mauer,!/\|BW]] |
| An der Leiha Friedhof Ostseite (Karte)                       | Gedenkstätte |              | 094 20742          | Baudenkmal     | [[Vorlage:Bilderwunsch/code!/C:51.292732,11.881949!/D:An der Leiha Friedhof Ostseite,!/\|BW]]                      |
| An der Leiha (Karte)                                         | Kindergarten |              | 094 20450          | Baudenkmal     | BW |
| Bergmannsring (Karte)                                        | Kirche       | St. Heinrich | 094 20449          | Baudenkmal     | Weitere Bilder |

### Reipisch
| Lage                      | Bezeichnung    | Beschreibung | Erfassungs- nummer | Ausweisungsart | Bild           |
| ------------------------- | -------------- | ------------ | ------------------ | -------------- | -------------- |
| vor Dorfstraße 13 (Karte) | Kriegerdenkmal |              | 094 65802          | Baudenkmal     | Weitere Bilder |
| Dorfstraße (Karte)        | Backhaus       |              | 094 20723          | Baudenkmal     | BW             |
| Dorfstraße (Karte)        | Kirche         |              | 094 20724          | Baudenkmal     | Weitere Bilder |

### Roßbach
| Lage                                                  | Bezeichnung    | Beschreibung       | Erfassungs- nummer | Ausweisungsart | Bild |
| ----------------------------------------------------- | -------------- | ------------------ | ------------------ | -------------- | --- |
| Dorfplatz nördlich der Kirche (Karte)                 | Gerichtsstätte |                    | 094 20524          | Baudenkmal     | BW |
| Leihaer Straße Auf der Südseite des Friedhofs (Karte) | Grabmal        | Zwangsarbeitergrab | 094 20850          | Baudenkmal     | [[Vorlage:Bilderwunsch/code!/C:51.259897,11.891865!/D:Leihaer Straße Auf der Südseite des Friedhofs,!/\|BW]] |
| Leipziger Straße (Karte)                              | Kirche         |                    | 094 20525          | Baudenkmal     | Weitere Bilder                                                                                               |
| Leipziger Straße 17 (Karte)                           | Schule         |                    | 094 20522          | Baudenkmal     | BW |
| Töpfergasse 6 (Karte)                                 | Wohnhaus       |                    | 094 20523          | Baudenkmal     | BW |
| Zeuchfelder Weg 8 (Karte)                             | Gutshof        |                    | 094 20521          | Baudenkmal     | BW |

### Roßbach-Süd
| Lage              | Bezeichnung | Beschreibung | Erfassungs- nummer | Ausweisungsart | Bild |
| ----------------- | ----------- | ------------ | ------------------ | -------------- | ---- |
| Südstraße (Karte) | Fabrik      |              | 094 20534          | Baudenkmal     | BW   |

### Schortau
| Lage                | Bezeichnung | Beschreibung | Erfassungs- nummer | Ausweisungsart | Bild           |
| ------------------- | ----------- | ------------ | ------------------ | -------------- | -------------- |
| Schulstraße (Karte) | Kirche      |              | 094 20456          | Baudenkmal     | Weitere Bilder |

## Ehemalige Kulturdenkmale nach Ortsteilen
Die nachfolgenden Objekte waren ursprünglich ebenfalls denkmalgeschützt oder wurden in der Literatur als Kulturdenkmale geführt. Die Denkmale bestehen heute jedoch nicht mehr, ihre Unterschutzstellung wurde aufgehoben oder sie werden nicht mehr als Denkmale betrachtet. Mitunter sind Einzelobjekte aber noch immer Bestandteil eines geschützten Denkmalbereichs.

### Benndorf
| Lage    | Bezeichnung         | Beschreibung | Erfassungs- nummer | Ausweisungsart | Bild |
| ------- | ------------------- | --- | ------------------ | -------------- | ---- |
| (Karte) | Dorfkirche Benndorf | Kirche romanische Saalkirche, im Zweiten Weltkrieg zerstört, Ruine als Sommerkirche hergerichtet, 1955 für Braunkohletagebau abgerissen. |                    |                | BW   |

### Braunsdorf
| Lage                  | Bezeichnung | Beschreibung                              | Erfassungs- nummer | Ausweisungsart | Bild |
| --------------------- | ----------- | ----------------------------------------- | ------------------ | -------------- | ---- |
| Hauptstraße 3 (Karte) | Bauernhof   | abgerissen und durch einen Neubau ersetzt | 094 20451          | Baudenkmal     | BW   |

### Frankleben
| Lage                          | Bezeichnung              | Beschreibung                                                                                   | Erfassungs- nummer | Ausweisungsart | Bild |
| ----------------------------- | ------------------------ | ---------------------------------------------------------------------------------------------- | ------------------ | -------------- | ---- |
| Koordinaten fehlen! Hilf mit. | Herrenhaus des Oberhofes | 1570 erbautes Herrenhaus, 1944 durch Bomben beschädigt, 1958 für Braunkohletagebau abgerissen. |                    |                |      |

### Geiselröhlitz
| Lage    | Bezeichnung              | Beschreibung | Erfassungs- nummer | Ausweisungsart | Bild |
| ------- | ------------------------ | --- | ------------------ | -------------- | ---- |
| (Karte) | Dorfkirche Geiselröhlitz | romanische Saalkirche, im Zweiten Weltkrieg zerstört, 1950 wieder aufgebaut, 1964 für Braunkohletagebau abgerissen.              |                    |                | BW   |
| (Karte) | Gutshaus Geiselröhlitz   | 1684 erbautes Gutshaus, im Zweiten Weltkrieg bei Luftangriff im Jahr 1944 zerstört, Ruine 1964 für Braunkohletagebau abgerissen. |                    |                | BW   |

### Großkayna
| Lage                          | Bezeichnung          | Beschreibung | Erfassungs- nummer | Ausweisungsart | Bild |
| ----------------------------- | -------------------- | --- | ------------------ | -------------- | ---- |
| Mittelstraße 7 (Karte)        | Mühle                | | 094 20748          | Baudenkmal     | BW   |
| Koordinaten fehlen! Hilf mit. | Sankt-Nikolai-Kirche | 1804 errichtete Kirche mit romanischem Kirchturm, bei einem Luftangriff im Jahr 1944 zerstört, Ruine im Zuge eines Braunkohletagebaus bis 1958 abgerissen. |                    | Baudenkmal     |      |

### Kämmeritz
| Lage    | Bezeichnung          | Beschreibung | Erfassungs- nummer | Ausweisungsart | Bild |
| ------- | -------------------- | --- | ------------------ | -------------- | ---- |
| (Karte) | Dorfkirche Kämmeritz | 1718 errichtete Kirche, frühgotischen Kirchturm eines Vorgängerbaus einbezogen, 1944 durch Luftangriff zerstört, Ruine 1945/46 abgerissen. |                    |                | BW   |

### Lunstädt
| Lage                         | Bezeichnung | Beschreibung | Erfassungs- nummer | Ausweisungsart | Bild |
| ---------------------------- | ----------- | --- | ------------------ | -------------- | ---- |
| Naumburger Straße 20 (Karte) | Bauernhaus  | Bauernhaus Nach einem Abbruch wurde das Haus 2024 aus dem Denkmalverzeichnis gestrichen. Bei der Streichung wurde es unter der Adresse Alte Naumburger 20 in Roßbach geführt. | 094 20532          | Baudenkmal     | BW   |

### Lützkendorf
| Lage    | Bezeichnung            | Beschreibung | Erfassungs- nummer | Ausweisungsart | Bild |
| ------- | ---------------------- | --- | ------------------ | -------------- | ---- |
| (Karte) | Dorfkirche Lützkendorf | 1727/28 errichtete Kirche, 1944 durch Luftangriff zerstört, Ruine 1962 im Zuge eines Braunkohletagebaus abgerissen. |                    |                | BW   |

### Neumark
| Lage                          | Bezeichnung        | Beschreibung                                                                                           | Erfassungs- nummer | Ausweisungsart | Bild |
| ----------------------------- | ------------------ | --- | ------------------ | -------------- | ---- |
| Koordinaten fehlen! Hilf mit. | Dorfkirche Neumark | romanische Saalkirche, durch Luftangriff im Jahr 1944 zerstört, Ruine in den 1950er Jahren abgerissen. |                    |                |      |

## Legende
In den Spalten befinden sich folgende Informationen:
- Lage: Nennt den Straßennamen und wenn vorhanden die Hausnummer des Kulturdenkmals. Die Grundsortierung der Liste erfolgt nach dieser Adresse. Der Link „Karte“ führt zu verschiedenen Kartendarstellungen und nennt die geographischen Koordinaten.
Link zu einem Kartenansichtstool, um Koordinaten zu setzen. In der Kartenansicht sind Baudenkmale ohne Koordinaten mit einem roten bzw. orangen Marker dargestellt und können in der Karte gesetzt werden. Baudenkmale ohne Bild sind mit einem blauen bzw. roten Marker gekennzeichnet, Baudenkmale mit Bild mit einem grünen bzw. orangen Marker.
- Offizielle Bezeichnung: Nennt den Namen, die Bezeichnung oder zumindest die Art des Kulturdenkmals und verlinkt, soweit vorhanden, auf den Artikel zum Objekt.
- Beschreibung: Nennt bauliche und geschichtliche Einzelheiten des Kulturdenkmals, vorzugsweise die Denkmaleigenschaften.
- Erfassungsnummer: Für jedes Kulturdenkmal wird in Sachsen-Anhalt eine 20stellige Erfassungsnummer vergeben. Die letzten zwölf Ziffern werden für die Untergliederung nach Teilobjekten genutzt und werden nur angegeben, soweit vergeben. In dieser Spalte kann sich folgendes Icon  befinden, dies führt zu Angaben zu diesem Baudenkmal bei Wikidata.
- Ausweisungsart: Die Einordnung des Denkmales nach § 2 Abs. 2 DenkmSchG LSA
- Bild: Ein Bild des Denkmales, und gegebenenfalls einen Link zu weiteren Fotos des Kulturdenkmals im Medienarchiv Wikimedia Commons. Wenn man auf das Kamerasymbol klickt, können Fotos zu Kulturdenkmalen aus dieser Liste hochgeladen werden: